# Solferinói osszárium

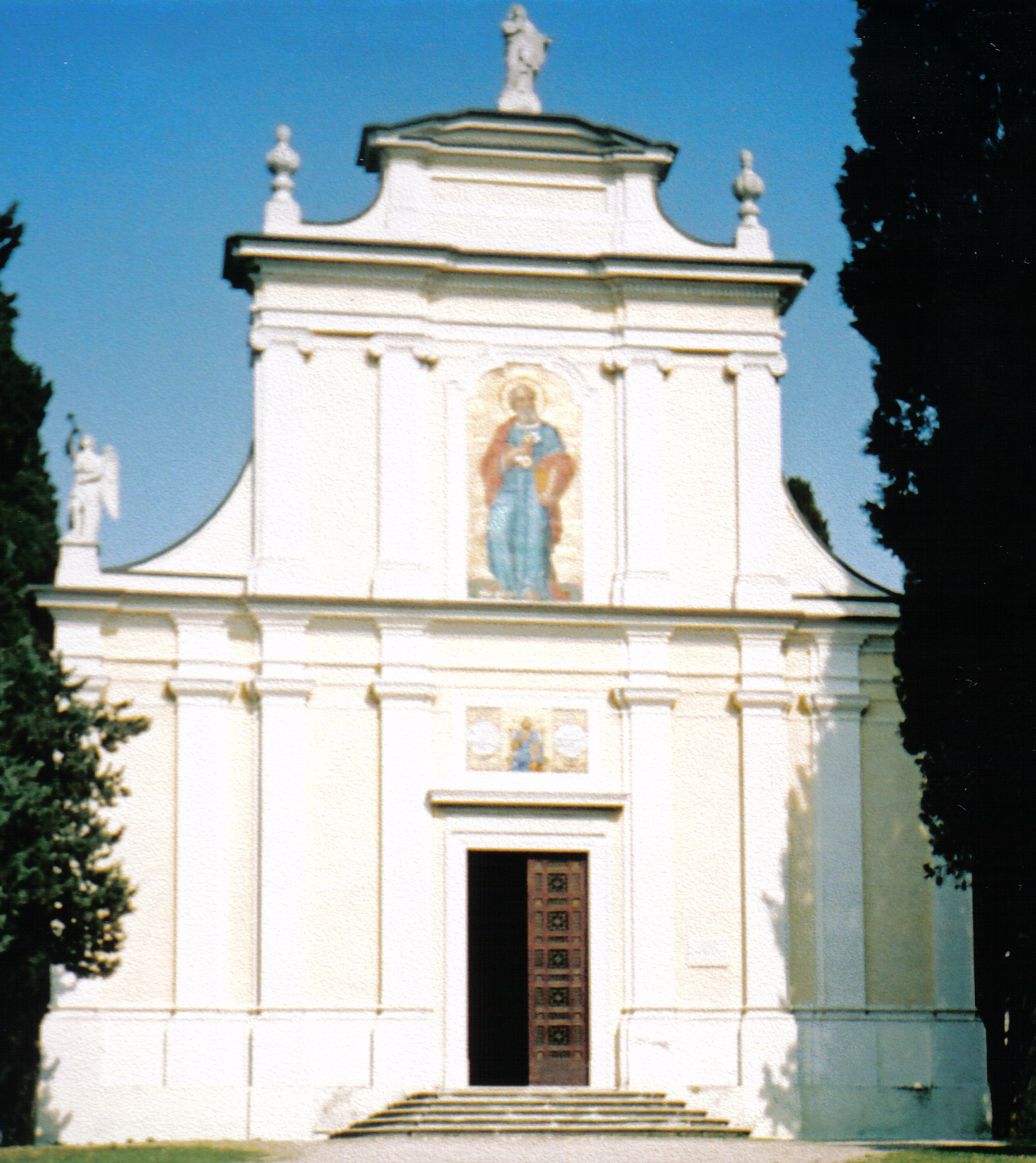
Az osszárium kívülről

A solferinói osszárium római katolikus templom és csontmúzeum Solferinóban.
Solferino Lombardiában található, a Garda-tótól délre. Az itáliai risorgimento történetében döntő szerepet játszó szárd–francia–osztrák háború egyik legjelentősebb ütközete, a solferinói csata zajlott e község határában 1859. június 24-én.
Az osztrák birodalmi hadsereget az ifjú és tapasztalatlan I. Ferenc József császár, a francia-piemonti csapatokat III. Napóleon császár és II. Viktor Emanuel király irányították. A véres ütközetben a soknemzetiségű Habsburg katasztrofális vereséget szenvedett. A háborút lezáró villafrancai fegyverszünetért, majd a zürichi békeszerződésért mindkét oldalon halottak ezreivel kellett fizetni.

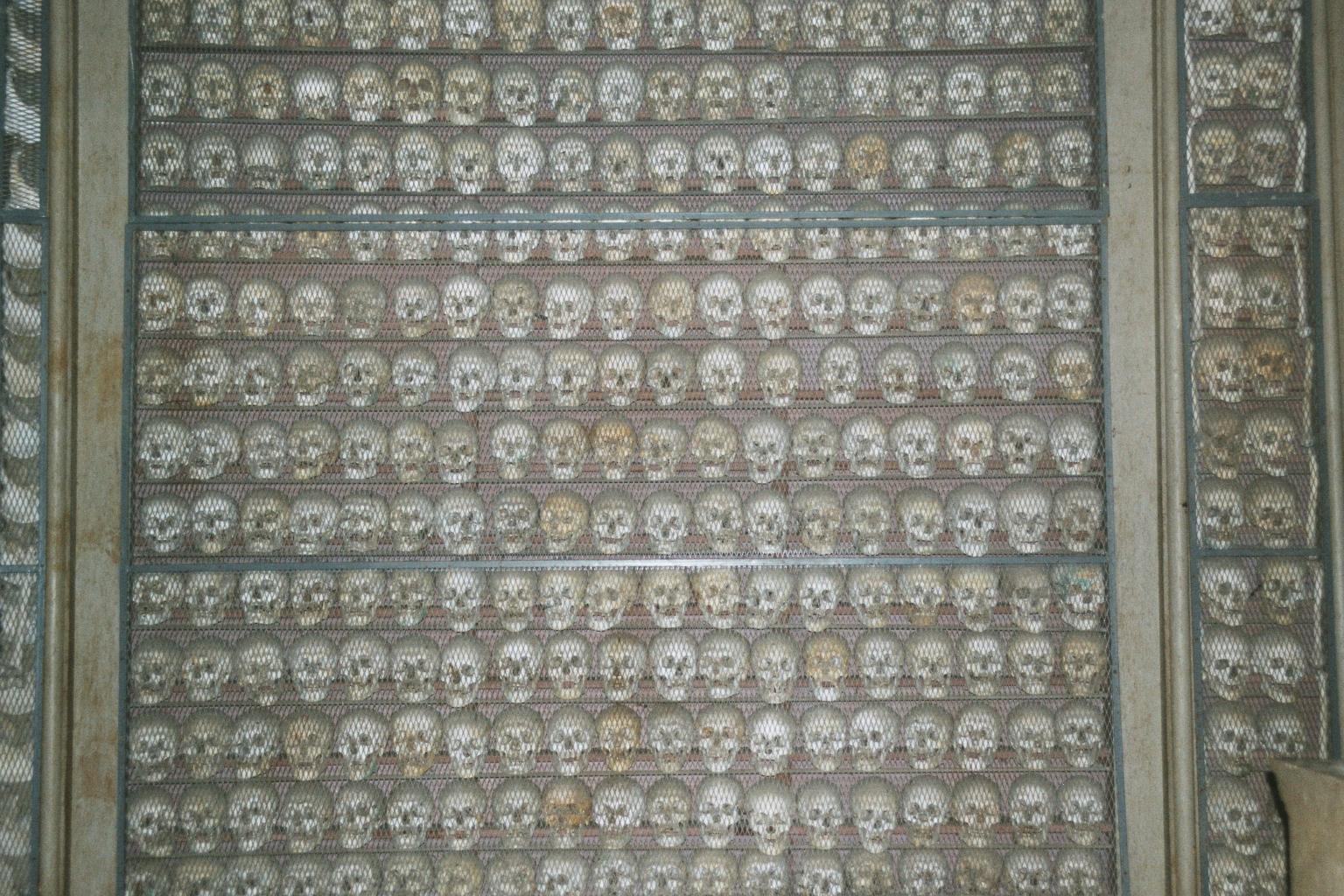
Az osszárium belső falfelületének részlete

A vérontás helyszínén látható kőtábla tanúsága szerint a francia áldozatok megoszlása az alábbi volt: két tábornok, hét ezredes, 200 egyéb tiszt, valamint 6500 katona. Olasz szövetségeseik egy tábornokot, három ezredest, 76 egyéb tisztet, valamint 2 200 katonát veszítettek. A szövetséges francia-piemonti veszteség tehát pusztán a halottak számát tekintve is a 9 000-et közelítette. Ez a szám nem tartalmazza a sebesülteket és az eltűnteket, nem is szólva az osztrákok hasonló nagyságrendű emberveszteségéről, akik között nagy számban találhatók magyarok, horvátok, lengyelek és a Birodalom más nemzeteinek fiai. 
Az egészségügyi ellátás szervezetlensége következtében a sebesültek körében is tömegesen aratott a halál, pedig legtöbbjük sebe nem lett volna halálos. Egy helyszínen tartózkodó svájci üzletember, Henri Dunant a látottak hatása alól nem tudván szabadulni, ekkor határozta el, hogy olyan segélyszervezetet alapít, amely háborús és katasztrófa-helyzetben az áldozatok segítségére siethet. Ebből a kezdeményezésből született később a Nemzetközi Vöröskereszt szervezete.
A Szent Péter templomhoz, amely Solferino legrégibb temploma, cédrusokkal szegélyezett út vezet. Két évtizeddel a csata után itt helyezték el a három hadsereg halottainak maradványait. A homlokzaton Szent Péter és a Megváltó mozaikból kirakott képei láthatók. A belső tér 1413 koponyát és 7000 katona csontjait tartalmazza rangra és nemzetiségre való tekintet nélkül. Az apszis alatt – melynek mindkét oldalán csontvázak láthatók – mintegy 200 ember maradványai pihennek.
Solferinótól 24 km-re keletre fekszik Custoza (Custozza), amelynek térsége a risorgimento és a porosz–osztrák–olasz háború idején is két súlyos összecsapás színhelye volt (1848-ban és 1866-ban). A két ütközetben elesett áldozatok földi maradványait itt is osszáriumba gyűjtötte az utókor.

## Külső hivatkozások
- Szent Péter templom